# Бейберике
Бейберике — река в Кобяйском улусе Республики Саха (Якутия), левый приток реки Лена.
Длина — 19 км. Течёт по болотистой местности. Впадает в протоку Хонколон реки Лена, отделяющую от основного русла острова Бейберике и Хонколон, на расстоянии 1091 км от устья.
По данным государственного водного реестра России относится к Ленскому бассейновому округу. Код водного объекта — 18030900112117500000027.